# Onesztész (költő)
Onesztész III. századi görög költő.
Életéről, munkásságáról szinte semmit sem tudunk, annyi bizonyos, hogy nem azonos az első században élt Onesztésszel. Három szerelmes epigrammáját az Anthologia Graeca őrzi. Egy verse:
Nem kell szűzen a lány, öregen sem kell feleségül,
így sajnálom, amúgy tisztelem én nagyon is.
Nem jó zölden a fürt, töpörődve se, csak ha megérett:
érett szépséget vár szerelemre az ágy.
(Radnóti Miklós fordítása)